# Андроник Комнин (син на Йоан II Комнин)
Андроник Комнин (на гръцки: Ανδρόνικος Κομνηνός, Andronicus Comnenus, * 1108 в Константинопол, † есента 1142) е вторият син на византийския император Йоан II Комнин (1118 – 1143) и на Пирошка Арпад (Ирина Унгарска), дъщеря на Ласло I, краля на Унгария (1077 – 1095).
По-голям брат е на византийския император Мануил I Комнин.
Вероятно през 1122 г. Андроник получава от баща си титлата севастократор и заедно с брат си Алексий е потенциален наследник на императорския престол. Отрано взема участие във военните експедиции на баща си, като първата му военна експедиция е през 1129 г., когато придружава Йоан II в кампанията му срещу Унгария. След това участва заедно с братята си в походите срещу селджукските турци в Мала Азия. Неговата смелост и войнски качества хвалят дворцовите поети Манганий Продром и Теодор Продром, който сравнява Андроник с митичен воин от „Илиадата“. През 1142 г. братята участват в кампанията на баща си срещу Арменското кралство в Киликия, когато най-големият от тях Алексий заболява и умира в Анталия. Тогава Андроник и по-малкият му брат Исак тръгват, за да върнат тялото на Алексий в Константинопол, но по пътя Андроник също се разаболява и умира. Йоан II продължава похода си, а Исак успява да върне телата на двамата си братя си в Константинопол, където те били погребани в константинополския манастир Пантократор.

## Семейство
Андроник е женен за Ирина Комнина († 1151/1152), с която има децата:
- Йоан Дука Комнин (* 1126, † 17 септември 1176)[4], стратег (военен комендант) на Сердика (София), дука на Кипър (1155 – 1176), жени се 1146 г. за Мария Таронитиса от арменския род на Таронитите, клон на Багратидите; дъщеря му Мария става кралица на Йерусалим[5]
- Мария Комнина (*1127)[6], омъжена първо за Теодор Дасиот, после за Йоан Кантакузин[7].
- Евдокия Комнина (*ок 1129)[8], два пъти омъжена, последен съпруг – Михаил Гавра. Била метреса на Андроник I Комнин[9].
- Теодора Комнина (*ок. 1332 - † 3 януари 1183)[10], втората съпруга на австрийския херцог Хайнрих II Язомиргот[11] и майка на Леополд V.
- Алексий Комнин (*ок. 1135[12] или 30 март 1141[13]), протосеваст, женен за Мария Дукина. След смъртта на Мануил I Комнин, става любовник на неговата вдовица Мария Антиохийска. Бил регент на нейния малолетен син Алексий II Комнин.[14]